# Speciální kniha stíhání - Polsko

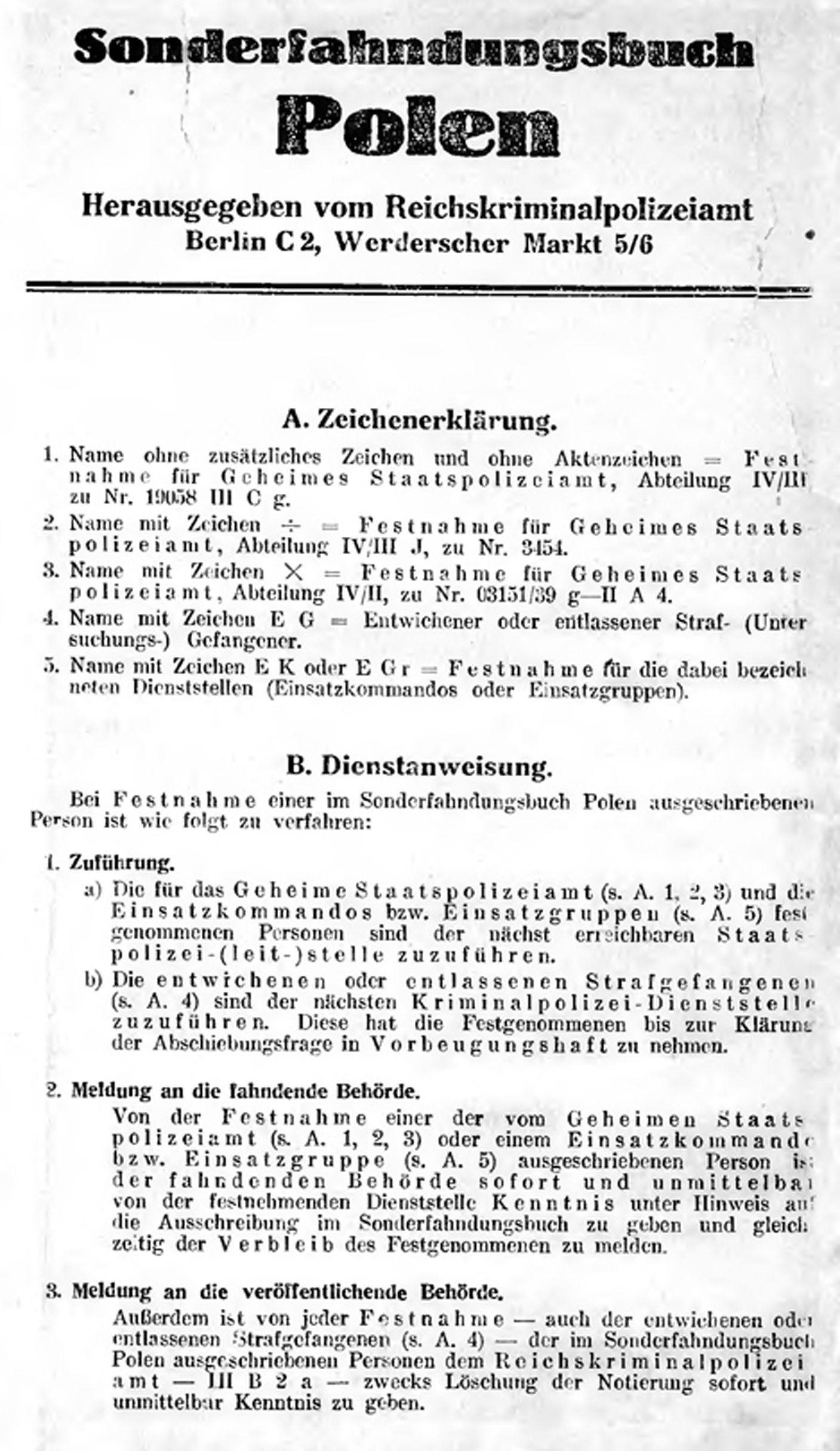
Sonderfahndungsbuch Polen

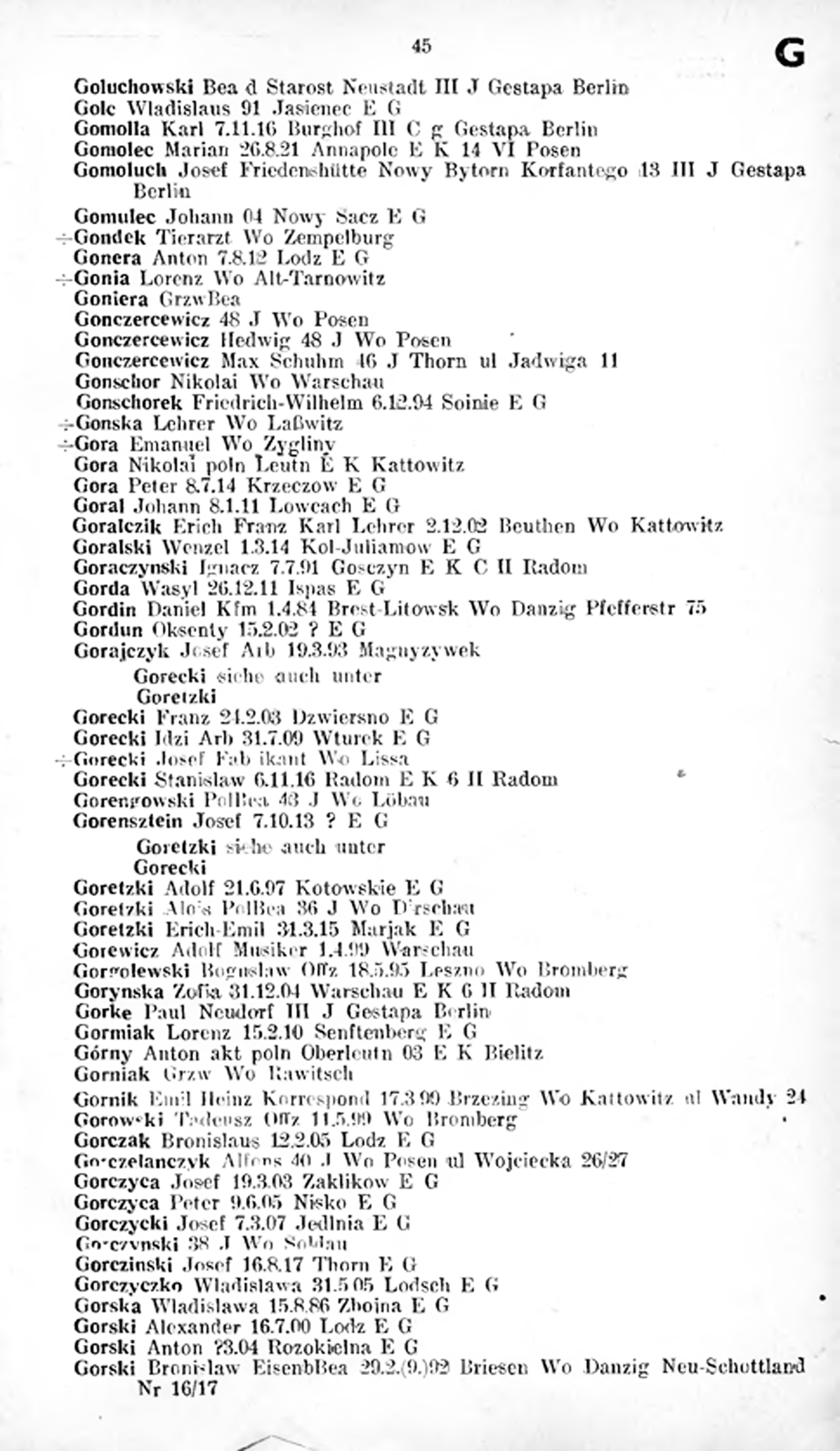
Sonderfahndungsbuch Polen - písmeno "G". Zkratky EK (Einsatzkomando) a EG (Einsatzgruppen)

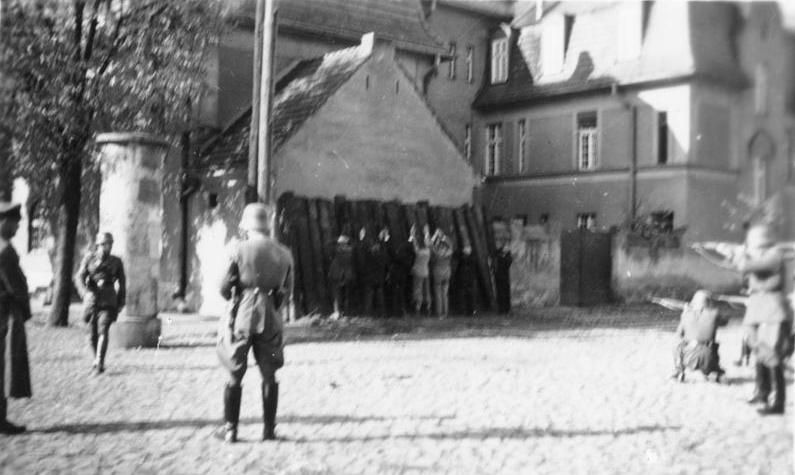
Popravy Poláků v Kórniku - 20.10.1939

Sonderfahndungsbuch Polen (polsky "Specjalna księga Polaków ściganych listem gończym", anglicky Special Prosecution Book-Poland)– byl Němci před válkou připravený seznam, který zahrnoval více než 61 000 členů polské elity: aktivisty, příslušníky inteligence, vědce, herce, dřívější úředníky a další, kteří měli být internováni nebo zastřeleni.

## Historie
Sonderfahndungsbuch Polen byla připravena před invazí do Polska mezi roky 1937 a 1939 jednotkou gestapa „Zentralstelle IIP Polen“ s pomocí německé menšiny žijící v předválečném Polsku. Centrála byla vytvořena za Reinharda Heydricha kvůli koordinaci etnických čistek všech Poláků v operaci Tannenberg a Intelligenzaktion, což jsou krycí jména pro vyhlazovací akce během druhé světové války, jež byly součástí Generalplanu Ost.
Seznam určil více než 61 000 členů polské elity: aktivisty, inteligenci, vědce, herce, bývalé úředníky, šlechtu, katolické kněze, univerzitní profesory, učitele, doktory, právníky a dokonce prominentní sportovce, kteří reprezentovali Polsko na olympijských hrách v Berlíně v roce 1936. Lidé, kteří byli zapsáni ve Speciální knize stíhání, byli na místě zavražděni Einsatzgruppen a Volksdeutscher Selbstschutz nebo je poslali do koncentračního tábora, kde nakonec také zemřeli.
Druhé vydání této knihy v německém a polském jazyce bylo publikováno v roce 1940 v okupovaném Krakově po ukončení AB-Aktion, zaměřené na likvidaci polské inteligence. Jednalo se o poslední vydání pod tímto názvem. Pozdější seznamy byly publikovány pod názvem "Fahndungsnachweis".